# Faderco
Faderco est une entreprise papetière algérienne spécialisée dans la fabrication de produits d'hygiène, en particulier hygiène des bébés, de hygiène féminine et protection de l'incontinence pour adultes. Faderco est le leader des produits d'hygiène corporelle en Algérie.

## Histoire
Faderco est créée en 1986, elle est dirigée et détenue par la famille Habès.
En 2015, Faderco inaugure à Sétif la première unité de production de bobines mères de papier à partir de fibres de cellulose en Algérie baptisée WARAK, d'une superficie de 55 000 m2, permet à l’entreprise d'atteindre un taux d'intégration de 100 %.
Faderco est en train de construire son nouveau siége social au sein du quartier d'affaires de Bab Ezzouar.

## Marques
Les marques de Faderco :
- Cotex
- Coty’lys
- Bimbies
- Dada
- Bello
- Awane
- Uni-form
- Papex
- Protek